# Kirche Oßling

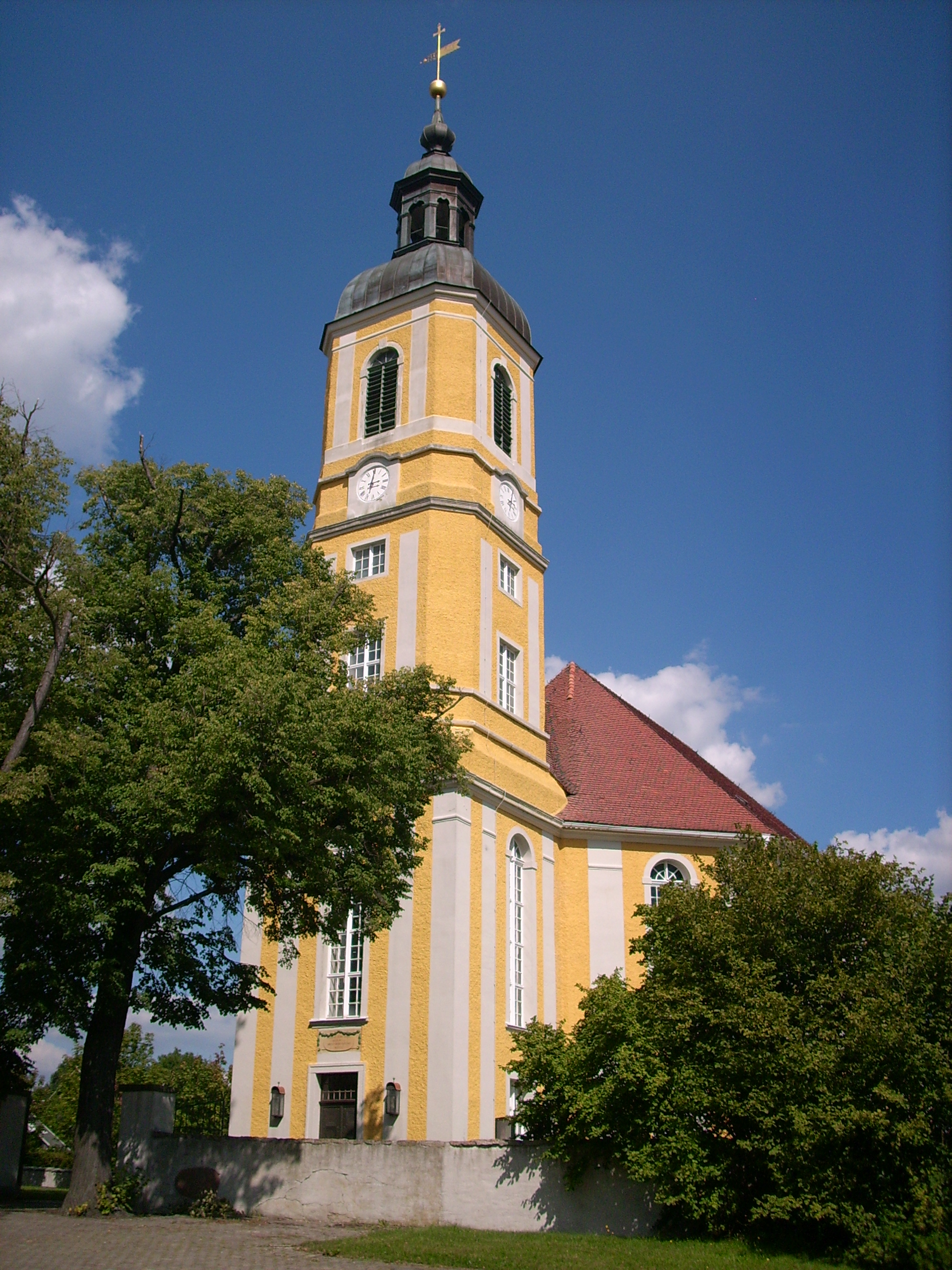
Kirche Oßling

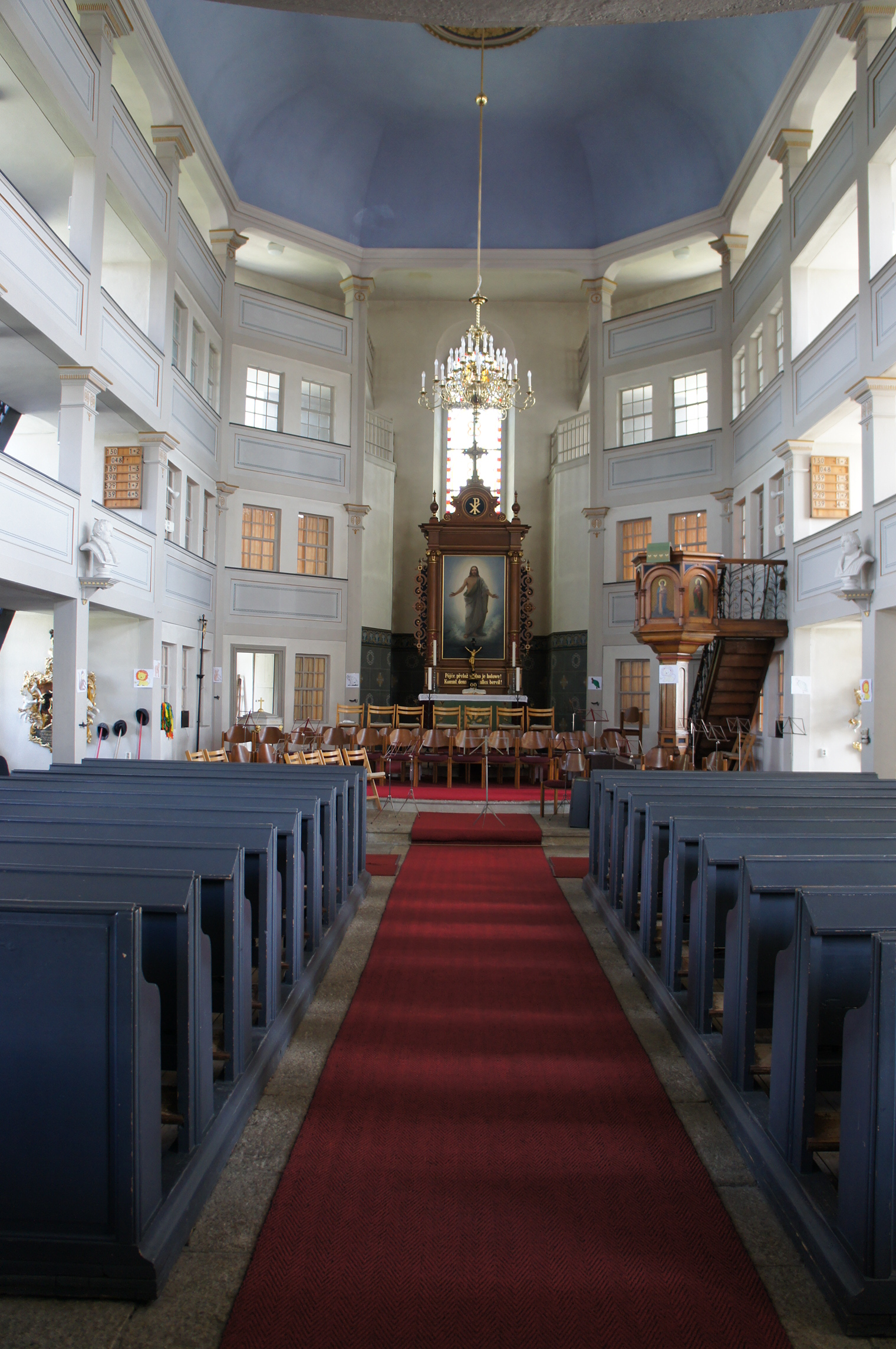
Innenansicht

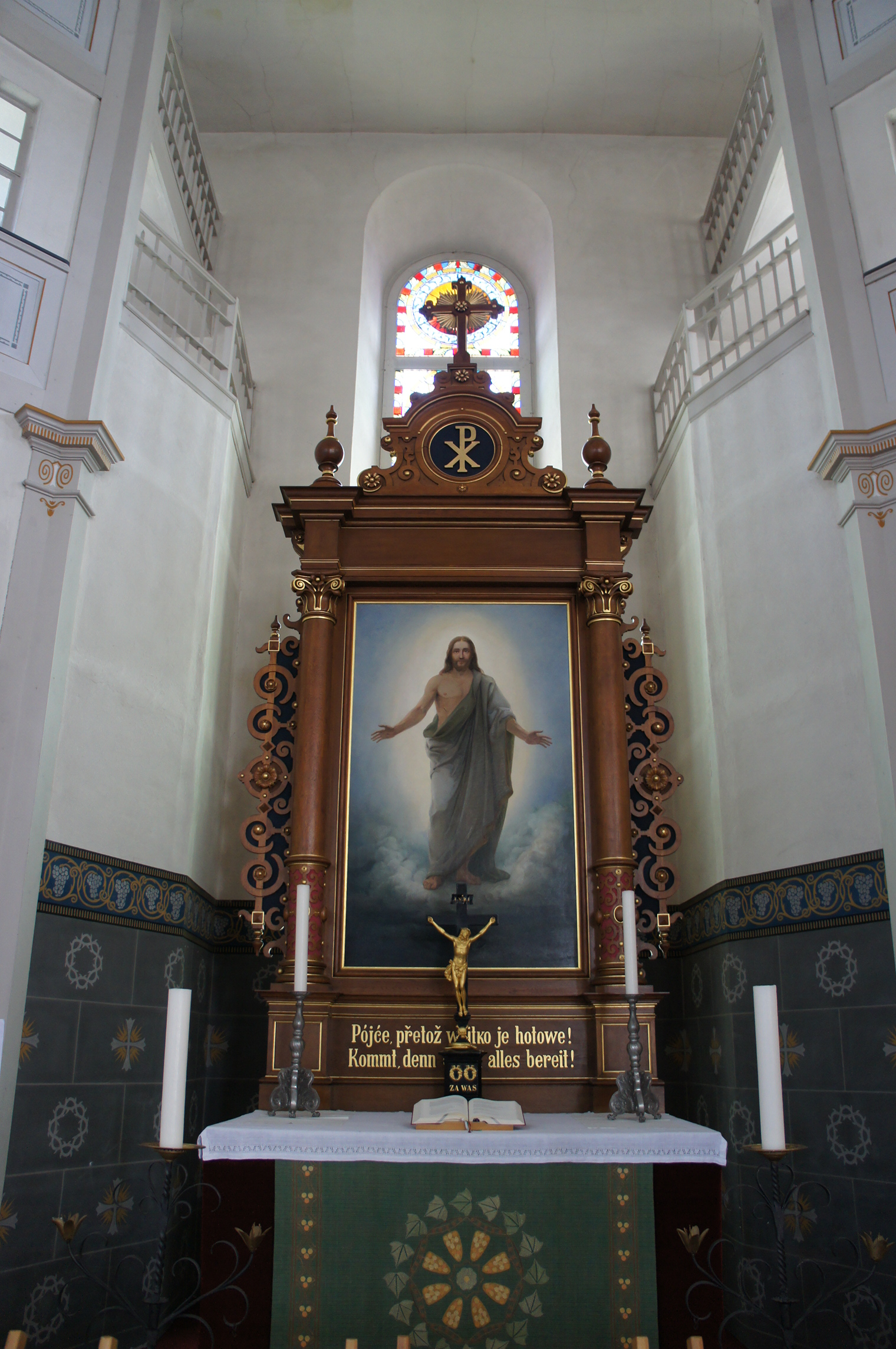
Altar

Die evangelische Kirche Oßling ist eine stattliche frühklassizistische Saalkirche in Oßling im Landkreis Bautzen in Sachsen. Sie gehört zur Kirchengemeinde Oßling im Kirchenbezirk Bautzen-Kamenz der Evangelisch-Lutherischen Landeskirche Sachsens.

## Geschichte und Architektur
Die stattliche Kirche wurde in den Jahren 1801–1805 in Anlehnung an die Dorfkirche Lohmen (Sachsen) und die Kirche Uhyst am Taucher erbaut. Sie ist jedoch im Gegensatz zu diesen Kirchen keine Querkirche, sondern längsorientiert. Der Innenausbau dauerte bis in die 1860er Jahre. Ursprünglich war die Kirche mit Kanzelaltar ausgestattet, der jedoch im Jahr 1897 durch die getrennt aufgestellte Kanzel und den Altar ersetzt wurde. Restaurierungen erfolgten in den Jahren 1909 und 1985.
Das Bauwerk ist ein durch breite Lisenen gegliederter Putzbau, der mit einem hohen Walmdach gedeckt ist; das Innere wird unten durch Rechteckfenster, oben durch hohe Rundbogenfenster erhellt. Portale sind jeweils in der Mitte der fünfachsigen Nord- und Südfassade und an den drei Seiten des Ostschlusses angeordnet. Der Westturm wird durch eine Haube mit Laterne abgeschlossen. Das Westportal ist durch eine ovale Inschrifttafel betont.
Innern ist das Bauwerk ein wohlproportionierter Emporensaal mit flacher Decke über einer hohen Kehle, der von umlaufenden dreigeschossigen Emporen umgeben ist. Die Emporen sind nur im Osten für den Altar unterbrochen. In die Emporen sind Betstübchen eingebaut.

## Ausstattung
Das Hauptstück der Ausstattung ist ein schlichter Altar von 1897 mit einem Bild des Auferstandenen Christus. Die hölzerne Kanzel aus der gleichen Zeit ist mit achteckigem Korb, Ecksäulchen und gemalten Darstellungen des Salvators und der Evangelisten versehen. Die achteckige Taufe von 1854 ist mit Engelsköpfchen in flachem Relief dekoriert.
Die Orgel ist ein Werk von Eule Orgelbau aus dem Jahr 1885 mit heute 15 Registern auf zwei Manualen und Pedal, wurde jedoch später verändert.